# 林治波
林治波（1963年—），中華人民共和國媒體界人士，擔任過人民日报社甘肃分社、四川分社社長以及蘭州大學新闻学院院长等職務。

## 生平
林治波出生于山东省文登市，1983年毕业于中国人民大学，同年加入中國人民解放軍並进入军事科学院战史部工作，研究方向為军事历史。期间參與《中国人民解放军战史》、《中国人民解放军军史》等著作的編輯，並為电视紀錄片《万里长征》、《彭德怀》、《徐海东》、《使命》撰稿。2000年來到人民日报社工作，為人民日報起草中共十六大、中共十七大开幕社论和部分任仲平（人民日报评论）文章。2009年11月出任人民日报社甘肃分社社长。
2012年，林治波在新浪微博上表示有人污蔑三年困难时期饿死几千万人，目的是要糟蹋毛澤東，而且根本就没有人告诉過他在當時有餓死的情況。這一表態引發外界批評。传媒界新闻评论人李承鹏在新浪微博上表示要和他當場辯論。後來林治波通過新浪微博道歉。
2014年7月出任兰州大学新闻学院院长，引發外界質疑。2010年代末至2020年代初擔任人民日报社四川分社社長。